# Aboubakari Kio Koudizé

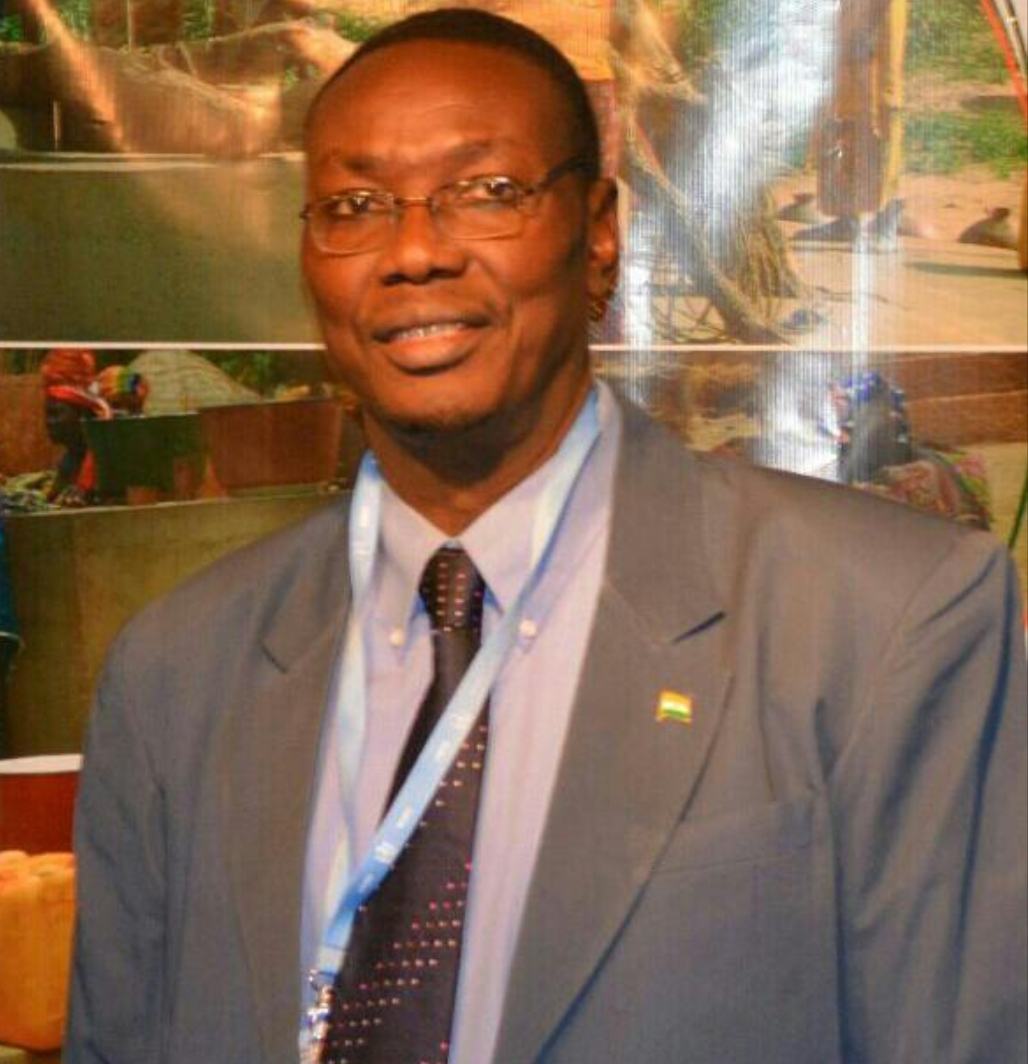
Aboubakari Kio Koudizé

Aboubakari Kio Koudizé (* 13. März 1959 in Toukounous; auch: Aboubacar Kio Koudizé) ist ein nigrischer Journalist und Autor.

## Leben
Aboubakari Kio Koudizés Geburtsort Toukounous liegt in der Gemeinde Filingué im Westen Nigers. Nach seinem Baccalauréat in Niger besuchte Kio Koudizé ab 1980 und auf Empfehlung von Maman Sambo Sidikou das Studienzentrum für Informationswissenschaft und -technik (CESTI) an der Universität Dakar in Senegal, an dem er mit dem Berufsziel Journalist diplomierte. 
Er arbeitete danach als Reporter und Ressortleiter für die staatliche nigrische Tageszeitung Le Sahel und wirkte zuletzt als deren Chefredakteur. Von dort wechselte er als Direktor des Hörfunkprogramms Voix du Sahel zur staatlichen Rundfunkanstalt Office de Radiodiffusion et Télévision du Niger (ORTN). Im Juni 1999 wurde Kio Koudizé Präsident der Medienregulierungsbehörde Observatoire National de la Communication (ONC). An deren Spitze stand er vier Jahre lang. Später lehrte er am Institut de Formation aux Techniques de l’Information et de la Communication (IFTIC), einer staatlichen Ausbildungsstätte für Medienberufe in der Hauptstadt Niamey.
Aboubakari Kio Koudizé veröffentlichte mehrere Sachbücher, unter anderem eine dreibändige politische Chronik Nigers ab 1850.

## Schriften
- Chronologie politique du Niger de 1900 à nos jours. Imprimerie Nationale du Niger, Niamey 2009.
- La diplomatie nigérienne. Ministère des affaires étrangères et de la coopération, Niamey 2009.
- Chronologie politique du Niger. Tome 1: La période coloniale: 1850–1960. Nouvelle Imprimerie du Niger, Niamey 2019.
- Chronologie politique du Niger. Tome 2: L’accession à la souveraineté: 1960–1991. Nouvelle Imprimerie du Niger, Niamey 2019.
- Chronologie politique du Niger. Tome 3: Vers la démocratisation: 1991–2019. Nouvelle Imprimerie du Niger, Niamey 2019.
- Nigériennes, nigériens: les temps forts de la République. Discours et messages des chefs d’Etats: 1958–2018. Nouvelle Imprimerie du Niger, Niamey 2019.
- 3 août 1960. Le Niger indépendant. Nouvelle Imprimerie du Niger, Niamey 2020.